# Juan José Pons
Juan José Pons Arízaga es un político ecuatoriano que ocupó la presidencia del Congreso Nacional durante la crisis financiera de 1999.

## Vida política
De la mano de la Democracia Popular fue candidato a la vicepresidencia y binomio de Jamil Mahuad en las elecciones presidenciales de 1988. Una vez posesionado el presidente Rodrigo Borja Cevallos, Pons fue nombrado ministro de Industrias como parte de la alianza entre su partido y la Izquierda Democrática. En junio de 1989 renunció al cargo.
En las elecciones legislativas de 1998 fue elegido diputado nacional por la Democracia Popular (DP). Una vez iniciado el periodo legislativo la DP formó mayoría con el Partido Social Cristiano, alianza que fue bautizada como la "aplanadora".
De 1998 a 2000 ocupó la presidencia del Congreso Nacional,  que le correspondía por ley a la Democracia Popular por ser el partido con más escaños. Durante su tiempo en la presidencia impulsó la aprobación del Impuesto a la Circulación de Capitales (conocida como la ley del 1%) y, como respuesta a la crisis financiera de 1999, la ley de salvataje bancario (con la que se creó la Agencia de Garantía de Depósitos). Sin embargo, la congelación de los depósitos en los bancos provocó la salida de los socialcristianos de la alianza de mayoría. La Democracia Popular pactó entonces con la Izquierda Democrática, el Partido Roldosista Ecuatoriano y Pachakutik, para formar la mayoría que el Partido Social Cristiano bautizó como la "trituradora", aunque sólo duró hasta finales de 1999.
Luego del golpe de Estado que a principios de 2000 desterró al presidente Jamil Mahuad, quien también era parte del partido Democracia Popular, Pons logró la aprobación de la Ley Trole 1, que oficializó la instauración del dólar como moneda nacional en Ecuador. En marzo de 2000 se logró un nuevo pacto, aunque efímero, entre la Democracia Popular y el Partido Social Cristiano para la aprobación de la Ley Trole 2, impulsada por el presidente Gustavo Noboa.
Como consecuencia de la crisis económica el bloque legislativo de la Democracia Popular se desintegró y Pons continuó su periodo como diputado independiente.
Una vez completado su periodo en la presidencia del Congreso, en agosto de 2000, los partidos de centroderecha anunciaron la prorrogación de sus funciones como respuesta a la elección de la ex socialcristiana Susana González Muñoz como presidenta del legislativo, hecho que calificaron como ilegal y que produjo el funcionamiento de facto de dos congresos, uno con los simpatizantes de González y otro con los que la rechazaban. La crisis se resolvió a finales de agosto del mismo año, con la renuncia de González a la presidencia del Congreso y la elección de Hugo Quevedo para ocupar dicho cargo.
Posteriormente fundó el partido Unión Nacional UNO, que incorporó al desaparecido Partido Conservador Ecuatoriano. De la mano de su nuevo partido apoyó la candidatura a la presidencia del socialista León Roldós, además de intentar infructuosamente ser reelecto en las elecciones legislativas de 2002 como diputado.
En junio de 2003 la Agencia de Garantía de Depósitos (AGD) incautó varios bienes de Pons, incluyendo su domicilio, por pertenecer a la lista de deudores de los bancos quebrados durante la crisis financiera de 1999. La esposa de Pons presentó un amparo constitucional para evitar las incautaciones, pero su solicitud fue rechazada por la Corte Constitucional. También iniciaron un juicio por supuesto prevaricato contra la gerenta de la AGD, Wilma Salgado, pero fue declarada inocente.

## Controversias

### Caso Danubio
En 2021, se creó mediante el Decreto Ejecutivo N. 128, emitido el 20 de julio de 2022, la Consejería de Gobierno Ad Honorem de Políticas Públicas para la Protección del Sector Bananero, de la cual Juan José Pons es nombrado Consejero ad honorem. El 8 de agosto de 2022, el presidente ecuatoriano, Guillermo Lasso eliminó la figura de Asesor ad honorem mediante el Decreto Ejecutivo N. 524, en medio de la controversia respecto al Caso Danubio en la que se encuentra presuntamente inmerso Juan José Pons.
En septiembre de 2021 comenzó una investigación por los delitos de asociación ilícita y tráfico de influencias. Como resultado de esta investigación, en julio del 2022 se detuvo a 8 personas que según la Fiscalía General del Estado habrían negociado puestos de trabajo en entidades públicas y ofrecido altas sumas de dinero en busca de que les sean facilitados altos cargos, sobre todo por funcionarios del Servicio Nacional de Aduanas del Ecuador (Senae). Juan José Pons estaría presuntamente involucrado en este caso denominado como Danubio, por lo cual fue allanado su domicilio como parte de los operativos, pero no fue detenido. Desde la Comisión de Fiscalización de la Asamblea Nacional del Ecuador se lo citó para comparecer respecto al caso, a lo que se comprometió a acudir luego de colaborar con la investigación de la Fiscalía General. Pons negó estar vinculado a la presunta red de venta de cargos públicos, señaló no tener información al respecto y concluyó que su nombre y el de su hijo habrían sido tomados por los sospechosos.

### Costatrading
Juan José Pons fue Gerente General de la empresa Costatrading S.A. entre 1995 y 1998, luego esta empresa pasó a pertenecer a su hijo, Juan José Pons Cruz. En 2001, Costatrading S.A fue declarada en quiebra. En el 2011, el fideicomiso AGD-CFN No más impunidad, entidad que reemplaza a la disuelta Agencia de Garantía de Depósitos (AGD), incautó una hacienda perteneciente al hijo de Pons por el incumplimiento en el pago de una deuda millonaria que Costatrading S.A. mantenía con el ex Banco del Progreso.